# جاستین اسپرینگ
جاستین اسپرینگ (به انگلیسی: Justin Spring) ژیمناست زادهٔ ۱۱ مارس ۱۹۸۴ میلادی اهل کشور ایالات متحده آمریکا است.